# Couramiaud
Couramiaud ou Couramiau est le gentilé des habitants de Saint-Chamond (Loire).
Ce terme date du Moyen Âge, il est lié aux superstitions concernant les chats noirs, supposés porter malheur et être associés aux sorcières. Dans de nombreux endroits ils étaient chassés et massacrés.
Autrefois dans la ville un feu allumé par les habitants célébrait la fête de la Saint-Jean. Il symbolisait la purification et le renouveau au moment du solstice d'été. Au-dessus, était suspendue, à l'extrémité d'un mât, une cage en osier renfermant des chats noirs. Ils symbolisaient le démon. La cage tombait et se brisait quand le mât brûlait, et les chats s'enfuyaient. Alors, les Couramiauds couraient après les chats.
Deux étymologies sont avancées. La première indique que « court après les chats » donne « court après les miaous » puis courre-à-miau — courre est l'ancien infinitif de courir — et par suite couramiaud. La seconde avance que le cri des habitants « mon chat, mon chat » devient « chat mon chat mon » d'où le nom de la commune : Saint-Chamond.
[réf. nécessaire].
Actuellement, cette fête est célébrée sans ce rituel alors que le nom demeure.